# سمپات
سَمپات برگرفته از سمپاتی، (به انگلیسی: Sympathy) و خلاصه‌شدۀ واژه سمپاتيزان، به معنی هوادار یک گروه یا جریان یا فرد است. سمپات اصطلاحاً به کسی گفته می‌شود که ایدئولوژی دسته، گروه، سازمان، حزب را قبول دارد، ولی به دلایلی هنوز نمی‌تواند در مناسبات سازمانی و در درون تشکیلات قرار گیرد و انضباط سازمانی را بپذیرد و مانند یک عضو از مرکزیت آن تبعیت کند.

## واژه‌شناسی
اصطلاح سمپاتی معنی علاقه، دل بستگی، هم دردی، گیرایی، جذبه، پیوستگی، رابطه معنوی، است و از این نظر سمپات به معنی جذبه، میل طبیعی، علاقه طبیعی، تعلق خاطر، پیوستگی، دلسوز، هوادار، هواخواه، مهربان، مهرجو، همدردی، تشریک مساعی، می‌باشد.